# Lezna

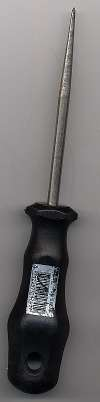
Punzón o lezna.

La lezna, la lesna o el punzón de zapatero es una herramienta para perforar muy usada por zapateros y otros artesanos. Consiste en un hierro con punta muy fina y mango de madera o plástico. Se utiliza para coser y agujerear el cuero o la madera. Las hay de diferentes tamaños en función del grueso del hilo o la anchura de la tireta a introducir.

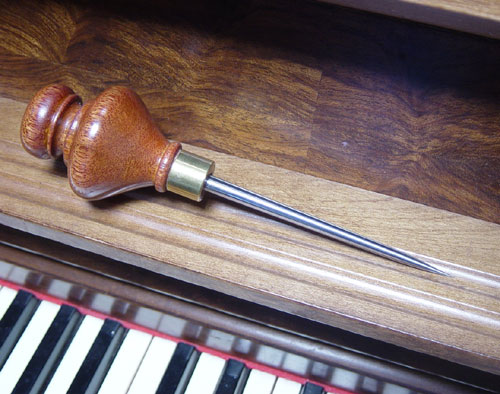
Lezna con mango de madera.